# Liste der Monuments historiques in Grancey-le-Château-Neuvelle
Die Liste der Monuments historiques in Grancey-le-Château-Neuvelle führt die Monuments historiques in der französischen Gemeinde Grancey-le-Château-Neuvelle auf.

## Liste der Immobilien
| Bezeichnung        | Beschreibung | Standort                                    | Kennzeichnung | Schutzstatus | Datum | Bild           |
| ------------------ | --- | ------------------------------------------- | ------------- | ------------ | ----- | -------------- |
| Château de Grancey | Burg, ab dem 11. Jahrhundert, im 17. und 18. Jahrhundert zum Schloss umgestaltet; mit der Stiftskirche St-Jean-l’Evangéliste aus dem 14. Jahrhundert, den von der Befestigung umschlossenen Gebäuden, den Festungsanlagen und den ehemaligen Parkanlagen | Grancey-le-Château (Lage)                   | PA00112482    | Classé       | 2000  | weitere Bilder |
| Porte de Bourgogne | Stadttor, 14. oder 15. Jahrhundert | Grancey-le-Château, rue de Bourgogne (Lage) | PA00112483    | Classé       | 1941  | weitere Bilder |

## Liste der Objekte
| Bezeichnung                                     | Beschreibung                                                                                          | Standort                                                         | Kennzeichnung | Schutzstatus | Datum | Bild |
| ----------------------------------------------- | --- | ---------------------------------------------------------------- | ------------- | ------------ | ----- | ---- |
| Skulptur Heiliger Sebastian                     | Holz, 17. Jahrhundert                                                                                 | Grancey-le-Château, in der Kirche St-Germain (Lage)              | PM21001292    | Classé       | 1965  |      |
| Tabernakel                                      | Holz, farbig gefasst und vergoldet, 18. Jahrhundert                                                   | Neuvelle-lès-Grancey, in der Kirche Nativité-de-la-Vierge (Lage) | PM21003889    | Inscrit      | 1989  |      |
| Taufbecken                                      | Stein, 14. Jahrhundert                                                                                | Neuvelle-lès-Grancey, in der Kirche Nativité-de-la-Vierge (Lage) | PM21003890    | Inscrit      | 1989  |      |
| Skulptur Unterweisung Mariens                   | Holz, farbig gefasst, 17. Jahrhundert                                                                 | Neuvelle-lès-Grancey, in der Kirche Nativité-de-la-Vierge (Lage) | PM21003891    | Inscrit      | 1989  |      |
| Skulptur eines Bischofs                         | Holz, farbig gefasst, Anfang des 18. Jahrhunderts                                                     | Neuvelle-lès-Grancey, in der Kirche Nativité-de-la-Vierge (Lage) | PM21003892    | Inscrit      | 1989  |      |
| Skulptur Madonna mit Kind (1)                   | Holz, farbig gefasst und vergoldet, 18. Jahrhundert                                                   | Neuvelle-lès-Grancey, in der Kirche Nativité-de-la-Vierge (Lage) | PM21003893    | Inscrit      | 198   |      |
| Skulptur Heilige Katharina                      | Holz, farbig gefasst, 18. Jahrhundert                                                                 | Neuvelle-lès-Grancey, in der Kirche Nativité-de-la-Vierge (Lage) | PM21003894    | Inscrit      | 1989  |      |
| Kruzifix                                        | Holz, farbig gefasst, 18. Jahrhundert                                                                 | Neuvelle-lès-Grancey, in der Kirche Nativité-de-la-Vierge (Lage) | PM21003895    | Inscrit      | 1989  |      |
| Skulptur eines Diakons                          | Stein, 17. Jahrhundert                                                                                | Neuvelle-lès-Grancey, in der Kirche Nativité-de-la-Vierge (Lage) | PM21003896    | Inscrit      | 1989  |      |
| Skulptur Madonna mit Kind (2)                   | Aufsatz eines Prozessionsstabs; Holz, farbig gefasst, 17. Jahrhundert                                 | Neuvelle-lès-Grancey, in der Kirche Nativité-de-la-Vierge (Lage) | PM21003897    | Inscrit      | 1989  |      |
| Monstranz                                       | Silber, Metall, versilbert, 18. Jahrhundert                                                           | Neuvelle-lès-Grancey, in der Kirche Nativité-de-la-Vierge (Lage) | PM21003898    | Inscrit      | 1989  |      |
| Prozessionskreuz                                | Metall, versilbert, Mitte des 17. Jahrhunderts                                                        | Neuvelle-lès-Grancey, in der Kirche Nativité-de-la-Vierge (Lage) | PM21003899    | Inscrit      | 1989  |      |
| Kirchenfenster Kreuzigungsgruppe                | Buntglas, 16. Jahrhundert, modern neu gefasst                                                         | Neuvelle-lès-Grancey, in der Kirche Nativité-de-la-Vierge (Lage) | PM21003900    | Inscrit      | 1989  |      |
| Relief Flucht nach Ägypten                      | Stein, farbig gefasst, zwischen 1920 und 1930, Bildhauer Georges Serraz                               | Grancey-le-Château, in der Kirche St-Germain (Lage)              | PM21003884    | Inscrit      | 1989  |      |
| Skulptur Heiliger Blasius                       | Stein, farbig gefasst, bezeichnet 1720                                                                | Grancey-le-Château, in der Kirche St-Germain (Lage)              | PM21003885    | Inscrit      | 1989  |      |
| Skulptur Heiliger Claudius oder heiliger Martin | Holz, farbig gefasst und vergoldet, 18. Jahrhundert                                                   | Grancey-le-Château, in der Kirche St-Germain (Lage)              | PM21003886    | Inscrit      | 1989  |      |
| Skulptur Heiliger Germanus                      | Holz, farbig gefasst und vergoldet, 18. Jahrhundert                                                   | Grancey-le-Château, in der Kirche St-Germain (Lage)              | PM21003887    | Inscrit      | 1989  |      |
| Grüne Pluviale                                  | Seide, bestickt, 19. Jahrhundert                                                                      | Grancey-le-Château, in der Kirche St-Germain (Lage)              | PM21003888    | Inscrit      | 1989  |      |
| Kruzifix                                        | Holz, farbig gefasst, 16. Jahrhundert                                                                 | Grancey-le-Château, in der Kirche St-Germain (Lage)              | PM21005162    | Inscrit      | 2017  |      |
| Skulpturengruppe Christus zwischen zwei Engeln  | Aufsatz eines Prozessionsstabs; Holz, farbig gefasst und vergoldet, erste Hälfte des 18. Jahrhunderts | Grancey-le-Château, in der Kirche St-Germain (Lage)              | PM21005163    | Inscrit      | 2017  |      |